# Jack Biggs
Jack Edward Biggs (ur. 21 marca 1922 w Melbourne, zm. 8 grudnia 1972 w Bendigo) – australijski żużlowiec.

## Życiorys
Czterokrotny uczestnik turnieju finałowego indywidualnych mistrzostw świata, 1950 (16. miejsce), 1951 (3. miejsce – brązowy medal), 1953 (16. miejsce) oraz 1954 (9. miejsce).